# Сосиска в сосисці
Сосиска в сосисці (кит. трад.: 大腸包小腸) — бутерброд перекуска, винайдений на Тайвані наприкінці XX століття. 

## Опис
Тайванську свинячу ковбаску загортають у (трохи більшу та жирнішу) «сосиску» з липкого рису і готується на грилі. Вони доступні на нічних ринках Тайваню з такими приправами як маринований бокчой, маринований огірок, часник, гострий перець, васабі та густа паста з соєвого соусу, щоб доповнити смак.

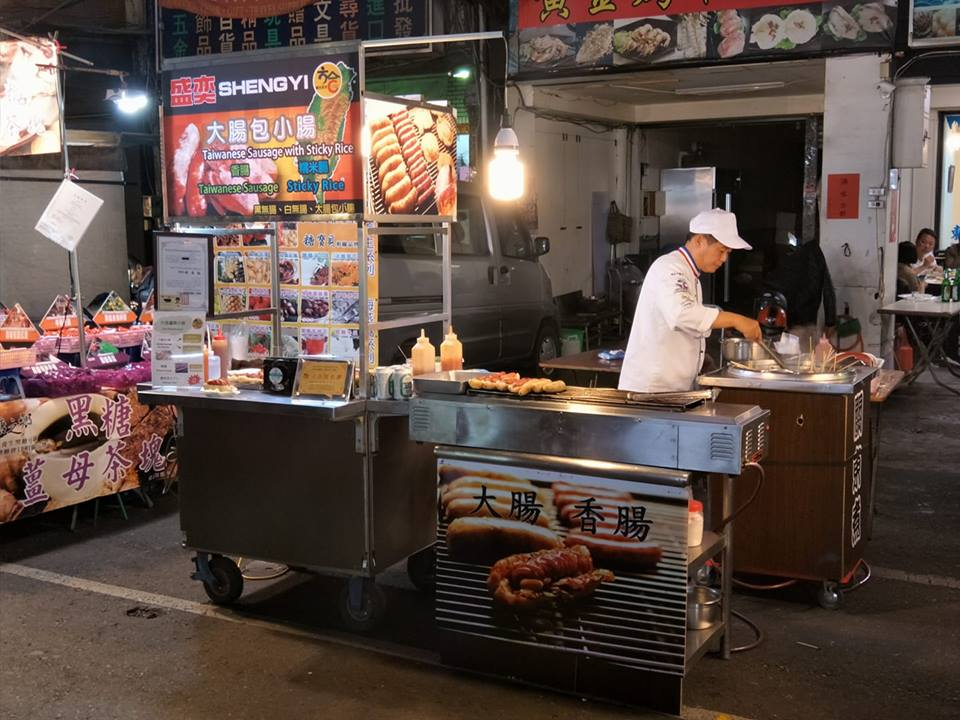
Тайванський торговець сосисками з липким рисом на нічному ринку Тайвань Гаосюн Люхо